# ازری
ازری (انگلیسی: Esri) سرنام Environmental Systems Research Institute (مؤسسه پژوهش سامانه‌های زیست‌محیطی)، شرکتی آمریکایی و تولیدکننده بین‌المللی نرم‌افزارهای سامانه اطلاعات جغرافیایی (GIS)، وب جی‌آی‌اس، و برنامه‌های پایگاه داده جغرافیایی (ژئودیتابیس) است. شرکت ازری در ردلندز، کالیفرنیا مستقر است.